# Prostaglandine E2
La prostaglandine E2 (PGE2), appelée dinoprostone en pharmacie, est un acide gras de la classe des prostaglandines, jouant un rôle important dans l'inflammation et un rôle principal dans la fièvre.
La dinoprostone est utilisée en injection dans les avortements thérapeutiques du premier et deuxième trimestres, ainsi que par voie locale, dans le déclenchement du travail, pour favoriser la dilatation du col utérin. La dinoprostone est commercialisée sous différentes appellations: Propess, Cervidil, Prostin(e)E2, Prepidil, Cerviprost, Minprostin,.

## Métabolisme
C'est un dérivé de l'acide arachidonique transformé en prostaglandine G2, puis en prostaglandine H2 par une cyclooxygénase. La prostaglandine-E synthase transforme, finalement, la prostaglandine H2 en prostaglandine E2.
La molécule est dégradée par la 15-hydroxyprostaglandine déshydrogénase NAD+-dépendante.

## Rôle
Elle intervient dans les phénomènes immunitaires et inflammatoires, jouant, en particulier, sur les lymphocytes T dont les Th17.
La  prostaglandine-E synthase-1 membranaire est l'une des enzymes de sa synthèse. Celle-ci possède comme cofacteur le glutathion ; elle est stimulée lors d'une inflammation et est inhibée par les corticoïdes. Des études chez un modèle animal de souris déficiente en ce gène montre qu'elle intervient dans l'artériosclérose, l'inflammation, la formation de tumeurs, la douleur et la fièvre.
Le PGE2 pourrait également jouer un rôle dans la genèse d'une hypertrophie du ventricule gauche (également sur un modèle animal). Elle aurait un rôle protecteur contre l'ischémie myocardique,.
(physiologie) La prostaglandine E2 joue un rôle dans la sécrétion de rénine via son récepteur couplé à une proteine G ( GPCR ) qui est activatrice de l'adénylate cyclase au niveau des cellules granuleuses de l'appareil juxtaglomérulaire (rein) 

## Propriétés pharmacologiques
La dinoprostone possède avant tout des propriétés ocytociques. On lui reconnaît également des propriétés vaso- et bronchodilatatrices, ainsi qu'anti-ulcéreuses. Il inhibe également l’agrégation plaquettaire.

## Mécanismes d'action
La dinoprostone agit au niveau de récepteurs spécifiques membranaires couplés à la protéine G. On distingue 4 sous-types de récepteurs nommés EP1, EP2, EP3 et EP4, en conjonction avec des systèmes cyclasiques (adénylcyclase, guanylate cyclase).

## Indications thérapeutiques et prophylactiques
La dinoprostone est utilisée comme agent inducteur de l'avortement lors d'une interruption médicale de grossesse ayant lieu lors du premier ou du deuxième trimestre de la grossesse.
Elle est également utilisée pour le déclenchement du travail lors d'un accouchement,.
Elle fait partie de la liste des médicaments essentiels de l'Organisation mondiale de la santé (liste mise à jour en avril 2013).

## Contre-indications et précautions
La dinoprostone est contre-indiquée en cas d'hypersensibilité avérée aux prostaglandines. Elle ne doit pas non plus être utilisée sur une patiente ayant des antécédents de chirurgie utérine, telle qu'une césarienne.
En raison de la fragilité utérine, des précautions sont à observer lors de l'emploi chez une patiente multipare ou avec des antécédents de grossesse gémellaire.
La dinoprostone doit nécessairement être conservée sous réfrigération.

## Effets secondaires
La dinoprostone provoque fréquemment des diarrhées et des vomissements, particulièrement à forte dose. Dans de rares cas, il arrive qu'elle provoque des vertiges, des céphalées, des frissons ou de la fièvre.
En ce qui concerne les effets secondaires graves, la dinoprostone peut être à l'origine d'une rupture utérine lorsqu'elle est utilisée pour le déclenchement du travail,, et un cas d'infarctus du myocarde a pu être observé à la suite de son emploi lors d'une interruption médicale de grossesse,.